# Mary, Mary, Bloody Mary
Pour plus de détails, voir Fiche technique et Distribution.
Mary, Mary, Bloody Mary est un film d'épouvante américano-mexicain sorti en 1975 et réalisé par Juan López Moctezuma.
L'intrigue suit une artiste nord-américaine qui découvre qu'elle est en fait une vampire et commence à consommer les habitants d'un village mexicain.

## Synopsis
La camionnette de l'artiste nord-américaine Mary Gilmore tombe en panne pendant un orage dans la campagne mexicaine. Elle trouve à proximité une maison abandonnée, occupée par un vagabond nommé Ben. Il lui propose de passer la nuit avec elle, ce qu'elle accepte. Dans la maison, Mary se remémore le meurtre d'un employé de l'ambassade des États-Unis qu'elle a séduit la veille et dont elle a bu le sang. L'inspecteur du FBI, Otis Cosgrove, et le lieutenant Eduardo Pons commencent à enquêter sur ce meurtre et découvrent par la suite une série de crimes semblables dans lesquels les victimes ont été droguées et vidées de leur sang.
Pendant ce temps, au Mexique, Ben répare la camionnette de Mary et tous deux passent la journée à la plage. Pendant que Ben va acheter du poisson, Mary drogue un pêcheur d'âge moyen avec du café avant de le poignarder et de boire son sang. De retour chez Mary, elle montre à Ben un tableau qu'elle a peinte de son père, qu'elle dit être mort lorsqu'elle était jeune. Cette nuit-là, à la morgue, un homme masqué s'introduit pour voir le corps du pêcheur et poignarde à mort un employé de la morgue. De retour chez Mary, les marchands d'art Greta et Arnold Jenson admirent ses œuvres. Après l'exposition de Mary, Greta l'invite chez elle et tente de la séduire. Pendant qu'elle fait couler un bain pour Mary, cette dernière drogue la tequila de Greta. Lorsque Greta l'embrasse, Mary lui poignarde la gorge.
Le lendemain, Cosgrove et Pons interrogent Ben et Mary sur le meurtre de Greta et accablent Ben qui ne fournit pas d'alibi. Pendant ce temps, une jeune fille prend en stop l'homme masqué qui s'est introduit dans la morgue. Lorsqu'il l'attaque, elle saute de la voiture et s'enfuit dans les bois, mais elle est finalement poignardée à mort par l'homme, qui se révèle être le père de Mary. En apprenant le meurtre de la jeune fille, Mary est troublée car il semble qu'un autre vampire soit à l'étranger. Le père de Mary commence à la harceler, venant chez elle puis tentant de l'écraser avec sa voiture.
Plus tard, lors d'une fête à laquelle assistent Mary et Ben, le père de Mary assassine un jeune danseur et se déguise avec son costume. Il tente d'enlever Mary, mais celle-ci s'enfuit dans un cimetière voisin où son père assassine un fossoyeur avant de s'échapper. Convaincus que Ben est responsable, Cosgrove et Pons surveillent la maison de Mary. Mary et Ben partent et sont suivis par son père dans une autre voiture. Alors qu'ils pénètrent dans les bois, Mary drogue le café de Ben avant de traîner son corps inconscient dans les bois. Le père de Mary tente de faire sortir la voiture de Cosgrove de la route, ce qui provoque une collision. Alors que Cosgrove tente de sortir de sa voiture, le père de Mary le poignarde à mort.
Mary, sur le point de trancher la gorge de Ben, s'arrête lorsqu'elle entend l'épave et voit son père se nourrir de Cosgrove. Il explique à Mary que sa faim l'a rendu fou, enlève son masque pour montrer que la moitié de son visage a pourri, et l'informe que c'est son destin en tant que vampire et que le seul remède est la mort. Pendant ce temps, Ben reprend conscience et attaque le père de Mary, qu'il finit par abattre avec l'arme de Cosgrove. Mary commence à boire le sang de son père avant de poignarder Ben et de se nourrir de lui. Plus tard, au poste de police, Pons accepte la version de Mary selon laquelle le tueur masqué, son père, est responsable de la mort de Ben. Elle lui dit qu'elle a l'intention de quitter le Mexique et de voyager avant de s'enfuir dans sa camionnette.

## Fiche technique
- Titre original : Mary, Mary, Bloody Mary[1]
- Réalisation : Juan López Moctezuma
- Scénario : Malcolm Marmorstein
- Photographie : Miguel Garzón
- Montage : Federico Landeros
- Musique : Tom Bahler
- Société de production : Proa Films, Translor, Cinema Management Incorporated
- Pays de production :  Mexique -  États-Unis
- Langue originale : anglais
- Format : Couleurs - 1,78:1 - Son mono - 35 mm
- Durée : 101 minutes
- Genre : Film d'épouvante
- Dates de sortie :
  - États-Unis : mai 1975
  - Mexique : 9 novembre 1978

## Distribution
- Cristina Ferrare (en) : Mary
- John Carradine : l'homme
- Helena Rojo : Greta
- David Young : Ben Ryder
- Arthur Hansel : Cosgrove
- Enrique Lucero (es) : Tinent Pons
- Roger Cudney (en) : Howard Miller

## Production
En avril 1974, on apprenait que John Carradine avait signé pour jouer dans le film avec Cristina Ferrare et David Young dans ce qui était décrit comme « un polar se déroulant à Hollywood vers 1948 ». Le film a été coproduit par la société américaine Cinema Management Incorporated et la société cinématographique mexicaine Proa Films.